# The Golden Palominos
The Golden Palominos was een Amerikaanse muziekgroep onder leiding van drummer, producer, arrangeur en componist Anton Fier. De groep werd voor het eerst opgericht in 1981. Afgezien van Fier varieerde het ledenaantal van de Palominos. Alleen bassist Bill Laswell en gitarist Nicky Skopelitis waren naast Fier op elk album te horen. Op hun laatste album, A Good Country Mile uit 2012, trad Kevn Kinney, bekend van Drivin' n' Cryin, op als zanger. 
Andere oud-leden zijn onder andere Arto Lindsay, Peter Blegvad, Tony Scherr, Bernie Worrell en Fred Frith.
Het vroege werk van de band ontstond in de No Wave-scene, maar breidde zich later uit naar alternatieve rock, countryrock en elektronische muziek.

## Discografie
- The Golden Palominos (1983)
- Visions of Excess (1985)
- Blast of Silence (Axed My Baby for a Nickel) (1986)
- A Dead Horse (1989)
- Drunk with Passion (1991)
- This Is How It Feels (1993)
- Pure (1994)
- Dead Inside (1996)
- A Good Country Mile (2012)